# Panic Tower!
Panic Tower! ist ein Familienspiel von den Spieleautor-Brüdern Andrew und Jack Lawson. Das Spiel ist für zwei bis acht Spieler ab sechs Jahren, dauert etwa 20 Minuten und ist im Jahr 2009 bei Goliath Games erschienen.
Es kam auf die Nominierungsliste des Kritikerpreises Kinderspiel des Jahres 2010.

## Thema und Ausstattung
Der Inhalt der Spieleschachtel besteht aus:
- einem runden Spielbrett
- 60 Holzblöcken in drei Größen
- 108 Spielkarten
- Strafjetons
- der Spieleanleitung.

Folgende Karten sind im Spiel vorhanden
- Basis I / Basis II / Basis III : je ein angegebener Turmstein wird auf das entsprechende Farbfeld gestellt oder auf den dort bereits vorhandenen Turm.
- Richtungswechsel: die Spieler-Reihenfolge wird umgekehrt.
- Bewegung: ganze Türme werden auf andere Türme gestellt.
- Unterwanderung: ganze Türme werden unter andere Türme gestellt
- x2: alle Aufgaben der Karte müssen 2-mal ausgeführt werden
- Riesenturm: je ein Stein jeder Größe muss auf den größten Turm gestellt werden
- Relax: 1-mal aussetzen
- Opfer: der Spieler wählt einen Mitspieler aus, der als Nächster dran ist.

Die 2–8 Spieler wetteifern wie schon bei Jenga um die beste Feinmotorik beim Holzblockstapeln. Als neue Komponente sind die Aktionskarten mit einem hohen Ärger-, Schadenfreude- und Glücksfaktor beteiligt. Das schöne, gut verarbeitete Holz-Material spricht vor allem Erwachsene sofort an.
Wegen der schnell erklärten Regeln und dem leichten Spieleinstieg des Geschicklichkeitsspiels ist es generationenübergreifend für Menschen aller Altersgruppen ab 6 Jahren ausgewiesen. In der englischen Fassung steht allerdings mindestens „8 Jahre“. Es ist laut Spielekritikern auch für Kindergeburtstage oder als Aktions- und Partyspiel für Erwachsene geeignet. „Ratgeber Spiel“ empfiehlt, bevor man mit dem Spielen beginne, eine stabile Decke auf den Tisch legen, die das Fallen der Holzspielsteine bremsen, da man sonst den Tisch beschädigen könnte.
Unterschiede in der Feinmotorik der verschiedenen Spieler werden sichtbar, was sich im häufigen Einstürzen der Türme bei einzelnen Spielern äußern und bei den Betroffenen Frust auslösen kann. Man sollte dabei die eigenen Missgeschicke nicht allzu ernst nehmen und mitlachen. Da die Türme recht nah beieinander stehen, werden meist mehrere Türme in Mitleidenschaft gezogen, so dass es nach einem Einsturz meist wieder recht übersichtlich auf dem Spielplan aussieht. Ein Spiel dauert so lange, bis ein Mitspieler für von ihm ausgelöste Turmzusammenbrüche drei Strafmünzen kassiert hat. Gewonnen hat, wer bis dahin am wenigsten Marker gesammelt hat.

## Spielprinzip
Ein kreisrundes Spielfeld mit drei mal drei Feldern in neun verschiedenen Farben wird auf dem Tisch platziert. Reihum wird eine Aktionskarte gezogen und die entsprechende Anweisung ausgeführt. Mal müssen kleine, große oder mittlere Holzklötze auf bestimmte Felder gesetzt oder auf dort bereits befindliche Türme gestapelt werden. Dann wieder hat man einen der neun Türme auf einen anderen zu stellen – oder gar darunter zu schieben. Wer Karten-Glück hat, darf einmal aussetzen, die Zugreihenfolge wechseln oder aber einen Mitspieler bestimmen, der dann als Nächstes dran ist.
Sind mehrere Holzklötze zu setzen, müssen diese nacheinander draufgelegt werden. Dafür darf man beide Hände benutzen. Sollte tatsächlich der seltene Fall eintreten, dass die Spielstein-Reserve nicht ausreicht, wird fortan immer ein beliebiger Turm auf den höchsten vorhandenen gesetzt.
Regeln
- Ein Turm darf nicht begradigt und nicht geschoben werden.
- Ein Turm muss beim Umplatzieren komplett gehoben und aufrecht transportiert werden.
- Aufstehen und um den Tisch gehen ist erlaubt und erforderlich.
- Andere Türme dürfen bewegt werden, um an den mittleren Turm zu gelangen.
- Gibt es keine Turmsteine von der auf der Karte abgebildeten Größe mehr, verfällt die Anweisung; alle anderen Aufgaben der Karte müssen aber erfüllt werden.

Bricht ein Turm zusammen, muss der Spieler eine Strafmünze nehmen. Alle vom Absturz betroffenen Teile werden vom Spielbrett entfernt. Alle anderen Türme bleiben stehen und das Spiel geht weiter.

## Kritik
Mehrere Spielekritiker bemängelten, die Farben auf Spielplan und den Aufgabenkarten seien nicht kontrastreich genug ausgefallen. Wenn man schwache Beleuchtung hat, sind besonders schwarz und dunkelblau sowie rot und pink kaum zu unterscheiden.
Ebenfalls ist die deutsche Spielregel-Übersetzung nicht ganz klar und verständlich geraten. Der Kritiker empfahl, im Zweifel in die englische Fassung zu schauen.
Die offizielle Angabe laut Schachtel setzt die Spieldauer auf etwa 20 Minuten an. Das konnte eine Kritikerin nicht bestätigen, denn alles hänge von der Mitspieleranzahl und ihrer Geschicklichkeit ab. Was sich bei acht Spielern lange hinziehen könne. Bei einer 8er-Partie sollte man die Endbedingung daher auf zwei Strafmünzen reduzieren. Das Spiel sei am angenehmsten zu dritt, viert oder fünft, denn dann hielten sich die Wartezeiten bis zum nächsten eigenen Zug in Grenzen.